# Zehra Doğan
Zehra Doğan   (Amed, 1989) és una artista i periodista kurda. És coneguda per ser l'editora de Jinha, una agència feminista de notícies que informa en llengua kurda i en què totes les treballadores són dones. La seva obra artística conté des de representacions coloristes i fluides de la vida kurda tradicional fins a escenes polítiques fosques i sorprenents.

## Arrest
Des del febrer de 2016, Doğan va estar vivint i treballant a Nísibis, una ciutat turca situada a la frontera siriana. El 21 de juliol de 2016 va ser arrestada mentre estava en una cafeteria. Fou acusada de «pertànyer a una organització il·legal». Doğan va declarar que tots els delictes dels quals se l'acusava eren activitats periodístiques, per la qual cosa estava sindicada a la Türkiye Gazeteciler Sendikasi «(Unió de Periodistes de Turquia»). Doğan va romandre en presó preventiva fins al 9 de desembre de 2016.
Poc després, el 24 de març de 2017, va ser sentenciada a 2 anys, 9 mesos i 22 dies de presó per «fer propaganda d'una organització terrorista» a causa d'haver publicat una pintura a les xarxes socials. L'obra és la representació artística de la destrucció de la ciutat kurda de Nísibis, feta a partir d'una foto presa pels funcionaris estatals.
A la presó, ella i altres dones van crear el diari Özgür Gündem Zindan, nom que fa referència a Özgür Gündem, un diari turc establert a Istanbul adreçat a públic kurd.
La seva publicació, Jinha, va ser tancada el 29 d'octubre de 2016 per les autoritats turques, un dels 100 mitjans que van ser clausurades arran del cop d'estat fallit el juny de 2016.
El 23 d'octubre de 2018, l'Estat turc va aplicar a Zehra Doğan una mesura d'allunyament forçós i va ser traslladada al sinistre penal de Tars. El 29 de febrer de 2019 va ser alliberara.

## Reaccions internacionals
El novembre de 2017, l'artista dissident xinès, Ai Weiwei, va publicar una carta que havia escrit en solidaritat amb el cas de Doğan, establint paral·lelismes entre les repressions xinesa i turca de l'expressió artística.
El 16 de març de 2016, l'artista anglès Banksy va pintar un mural a Nova York que mostrava unes ratlles negres que comptaven el nombre de dies des de l'empresonament de Doğan, amb un dels grups de ratlles convertits en barrots de presó, rere els quals apareixia la cara de Doğan.